# Die Stationen der Lore Diener
Die Stationen der Lore Diener ist ein Dokumentarfilm von Ulrich Leinweber und Friedhelm Fett aus dem Jahr 1975.

## Handlung
Auf dem Balkon ihre Wohnung in West-Berlin sitzend, erzählt Lore Diener aus ihrem Leben. Sie wird 1908 in einer Arbeiterfamilie geboren, erlebt ihre Jugend in Guben und kommt 1920 in ein Waisenhaus, da ihre Mutter an Lungentuberkulose stirbt. Lores Vater fällt bereits 1916 im Ersten Weltkrieg und schon im Alter von 10 – 11 Jahren wird sie die rechte Hand ihrer Mutter, die beide Geschwister mitversorgen muss. Ab 1922 verlebt sie ihre Jugend in einem Berliner Heim, welches ihr eine Stelle als Hausgehilfin vermittelt, da sich keine Möglichkeit zur Berufsausbildung findet. Ihr Gehalt wird vom Heim verwaltet und in der Freizeit sucht sie Anschluss an die proletarische Jugendbewegung. Hier findet sie das erste Mal die Solidarität von Menschen, die sich in einer Gruppe füreinander verantwortlich wissen. In den folgenden Jahren, in denen sie fast durchgehend arbeitslos ist, wächst sie weiter in die Arbeiterbewegung hinein. Sie wird Mitglied im Arbeiter-Samariter-Bund und tritt am 1. Mai 1929 (dem Blutmai) in die Kommunistische Partei Deutschlands ein. Lore Diener findet eine Arbeitsstelle als Kindergärtnerin in einem städtischen Kindergarten, die sie nach dem Machtantritt der Nationalsozialisten wieder verliert, da sie Mitglied der KPD ist.
Lore Diener arbeitet in einer der straff organisierten Widerstandsgruppen, die aus Kommunisten, Sozialdemokraten und Christen besteht. Sie versuchen mit Flugblattaktionen und anderen Aktivitäten, die Berliner Bevölkerung über den verbrecherischen Charakter des Faschismus aufzuklären. Mitten aus ihrer Arbeit heraus wird Lore Diener, wahrscheinlich auf Grund einer Denunziation, verhaftet und in ein Gestapo-Gefängnis gebracht. Das ist aber nur die erste Station ihres Leidensweges, denn anschließend geht es in das Frauen-Konzentrationslager Ravensbrück. Noch heute findet sie in ihren Schilderungen teilweise keine Worte für die dort stattfinden Quälereien durch die Aufseher. Noch schlimmer kommt es für sie anschließend im KZ Auschwitz-Birkenau, wo die Zustände insgesamt nicht zu ertragen sind. Sie wird in das Zigeunerlager eingeliefert, wo in einem Bett ganze Familien bis zu sechs Personen liegen, aber vor allen Dingen bedrücken sie die kranken Kinder. Ein polnischer Arzt versucht Lore Diener zu überzeugen, sich dieser Kinder anzunehmen, was sie erst ablehnt, denn sie sieht sich nicht in der Lage zu helfen. Der Arzt gibt aber nicht auf und Lore kann, mit seiner Unterstützung, sehr vielen Kindern helfen, am Leben zu bleiben. Dann erkrankt sie selbst an Flecktyphus, woran ihre beiden Kolleginnen sterben. Ende 1943 wird Lore Diener aus dem KZ Auschwitz entlassen, weshalb weiß sie bis heute nicht. Wieder in Berlin, muss sich nur noch einmal in der Woche bei der Polizei melden.
Nach dem Ende des Zweiten Weltkriegs wird sie angesprochen, als Kindergärtnerin zu arbeiten. Erst will sie nicht, beginnt aber dann doch, und ihre erste Aufgabe besteht darin, den hungrigen Kindern etwas zum Essen zu beschaffen. Im Jahr 1948 erhalten sie und andere Kolleginnen die Möglichkeit, sich zur Kindergärtnerin zu qualifizieren. Hier stehen ihr zwei Ausbildungsstätten zur Auswahl, das Pestalozzi-Fröbel-Haus und die Gewerbliche Handelsschule in Potsdam, die sie bevorzugt. Während dieser Zeit vollzieht sich die absolute Trennung in Ost-Berlin und West-Berlin. Als sie mit dem Staatsexamen in der Tasche zurückkommt und wieder die Arbeit im Kindergarten antreten will, eröffnet man ihr, dass sie wegen „undemokratischen Verhaltens“ entlassen wurde. Sie hat ja als Kommunistin noch die Möglichkeit im Osten zu arbeiten. 1955 beginnt Lore Diener bei der Deutschen Reichsbahn, zu der auch die S-Bahn in West-Berlin gehört, zu arbeiten, wo sie auch noch heute als Fahrkarten-Verkäuferin beschäftigt ist.
Am 30. Januar 1950 stellt Lore Diener den Antrag, als politisch Verfolgte während des Nationalsozialismus anerkannt zu werden. Diesem Antrag wurde bis zu den Dreharbeiten nicht stattgegeben. In der weiteren Folge des Films wird aus Dokumenten der West-Berliner Behörden über 25 Jahre hinweg zitiert, die auch alle im Film zu sehen sind. So wird die Ablehnung vom 2. April 1957 damit begründet, dass sie nach dem 23. Mai 1949 die demokratische Grundordnung bekämpft hat. Eindeutig wird in einem weiteren Schreiben vom 4. Mai 1960 erläutert, dass hiermit ihre Parteimitgliedschaft in der Sozialistischen Einheitspartei Deutschlands gemeint ist, in deren Rahmen sie sich auch propagandistisch betätigt hat, weshalb sie als Anhängerin eines totalitären Regimes gilt und deshalb von der Anerkennung ausgeschlossen ist. Nach mehreren weiteren Schreiben erhält sie am 14. August 1972 einen letzten Brief, in dem ihr mitgeteilt wird, dass ihr letzter Antrag unzulässig war und deshalb die Angelegenheit als erledigt betrachtet wird.
Lore Diener erklärt am Schluss, dass sie ihr Leben wieder genauso gestalten würde, nur mit dem Wunsch, sich etwas gescheiter anzustellen, und auf keinen Fall wird sie die Partei verlassen.

## Produktion
Die Außenaufnahmen wurden zum Teil an der Müllerstraße, dem S-Bahnhof Berlin Wollankstraße und dem S-Bahnhof Berlin-Wilhelmsruh gedreht.
Die Stationen der Lore Diener wurde als 16 mm Schwarzweißfilm gedreht. Der Kommentar stammt von Christoph Heubner. Die im Film verwendeten Bilddokumente, die nach der Befreiung des KZ Auschwitz entstanden, wurden vom Staatlichen Museum Auschwitz / Polen zur Verfügung gestellt.
Die ersten nachweisbaren Aufführungen erfolgten am 24. November 1975 während der XVIII. Internationale Leipziger Dokumentar- und Kurzfilmwoche für Kino und Fernsehen in der DDR und in der Bundesrepublik am 22. April 1976 bei den 22. Westdeutsche Kurzfilmtage Oberhausen.